# (3851) Alhambra
(3851) Alhambra est un astéroïde de la ceinture principale.

## Description
(3851) Alhambra est un astéroïde de la ceinture principale. Il fut découvert par Tsutomu Seki le 30 octobre 1986 à Geisei. Il présente une orbite caractérisée par un demi-grand axe de 2,17 UA, une excentricité de 0,064 et une inclinaison de 4,629° par rapport à l'écliptique.
Il fut nommé en référence à l'Alhambra de Grenade, ensemble palatial, un des monuments majeurs de l'architecture islamique et l'acropole médiévale la plus majestueuse du monde méditerranéen.

## Compléments